# 宽叶拟鼠麹草
宽叶拟鼠麹草（学名：Pseudognaphalium adnatum）也称紅面番、宽叶鼠麴草、地膏藥，是拟鼠麴草屬的植物。分布于台湾岛、菲律宾、中南半岛、缅甸、印度以及中国大陆的四川、江苏、浙江、湖南、广西、福建、广东、贵州、云南等地，生长于海拔500米至3,000米的地区，一般生于路旁、山坡和灌丛中，目前尚未由人工引种栽培。